# Ангел Гавровски
Ангел Гавровски (на македонска литературна норма: Ангел Гавровски) е виден художник от Северна Македония.

## Биография
Роден е в 1942 година в тетовското село Жилче. Дипломира се от Факултета за хдожествени изкуства на Белградския университет в 1967 година. Член на Дружеството на художниците на Македония от 1968 година. Гавровски реализира три самостоятелни изложби и участва в множество колективни изложби.